# Tammie Brown
Tammie Brown és el nom artístic de Keith Glen Schubert (nascut el 15 de setembre del 1980), un drag, recurrent a la televisió i artista nord-americà. Brown va formar part de l'escena drag del sud de Califòrnia abans d'aparèixer a la primera temporada de RuPaul's Drag Race i RuPaul's Drag Race: All Stars.

## Primers anys de vida
Keith Glen Schubert va néixer a Constance Marie "Conie" Rowe i Keith H. Schubert al Corpus Christi Memorial Hospital el 15 de setembre dek 1980 a Corpus Christi, Texas, però es va criar a Fulton, Texas. També va viure a Mathis, Texas durant un curt període durant la seva etapa a la secundària. Va començar amb el drag durant l'escola secundària, on va assistir a Rockport-Fulton High School, en produccions teatrals de Grease com Cha Cha i In the Woods com a Cinderella's Stepmother. Originalment volia que el seu nom d'arrossegament fos simplement "Glen Schubert", però després de les recomanacions d'altres drag queens de Texas per inventar el seu propi nom, ella va decidir fer-ho. Durant una trucada a tres amb un amic i un noi del qual estava enamorat, el seu identificador de trucades la va identificar com "Bob Brown", el nom del padrastre del seu amic, i el nen va respondre que "Bob Brown? No ets Bob Brown! Ets Keith Glen!", a la qual cosa Schubert va respondre "Bé, puc canviar el meu nom per Tammie Brown!", i el va adoptar com a nom d'arrossegament. També va considerar el nom "Tootsie Turner" com un nom d'arrossegament, perquè era una gran fan de Tina Turner i del musical, Tootsie.

## Carrera
Brown va aparèixer per primera vegada a The Surreal Life amb Tammy Faye Messner. Sense drag, Schubert ha aparegut a How Clean Is Your House? i va actuar en anuncis publicitaris per a McDonald's i UPS. Brown també va actuar a les audicions de Los Angeles de la temporada 2 d' America's Got Talent.
Brown va ser anunciat com un dels nou concursants de la primera temporada de RuPaul's Drag Race el 2 de febrer de 2009. Va ser eliminat en el segon episodi i va quedar vuitè.
Brown es trobava entre els 12 concursants passats que van tornar a RuPaul's Drag Race: All Stars el 2012. Brown es va emparellar amb la companya de repartiment de la primera temporada Nina Flowers per formar l'equip Brown Flowers i va ser eliminat al segon episodi "RuPaul's Gaff-In". " Responsitrannity ", el tema principal de la pista d' All Stars, es va inspirar en la lluita de la primera temporada de RuPaul amb Tammie Brown. Brown, juntament amb els concursants d' All Stars Manila Luzon, Raven i Latrice Royale, van aparèixer en un anunci de televisió per al nou portal de viatges d'oci LGBT d' Orbitz.
Fora de Drag Race, Brown va llançar el seu àlbum debut Popcorn el 18 de març del 2009.
El 2011, Brown i la seva companya concursant de RuPaul's Drag Race, Ongina, van ser guies honoraris de senders per al Saddle Up LA AIDS Benefit Trail Ride.
El 2012, Brown va aparèixer en un anunci d' Allstate. Brown també es va fotografiar per a Gorgeous, un projecte que va implicar Armen Ra, Candis Cayne i Miss Fame.
Brown és membre de la banda Rollz Royces amb Kelly Mantle i Michael Catti. Mantle i Catti han aparegut a l'espectacle de Nadal de Tammie Brown Holiday Sparkle at Fubar a West Hollywood, Califòrnia.
Va ser una de les trenta drag queens que van aparèixer a l'actuació de Miley Cyrus al VMA del 2015.
Brown va ser l'únic concursant de la primera temporada que no va aparèixer a la gran final de la desena, a causa de ser l'acte d'escalfament de la gira de Trixie Mattel l'agost de 2018.
El juny de 2019, Brown va ser una de les 37 reines que apareixien a la portada de la revista New York Magazine.

## Vida personal
Schubert és obertament gai, havent sortit de l'armari ja a l'institut. Sovint és voluntari al Long Beach Gay and Lesbian Center.
Schubert ha descrit el seu estil d'arrossegament com a bohemi. Cita les pel·lícules What's Love Got to Do with It? i Tootsie com a principals inspiracions per al seu arrossegament.